# Kukówko

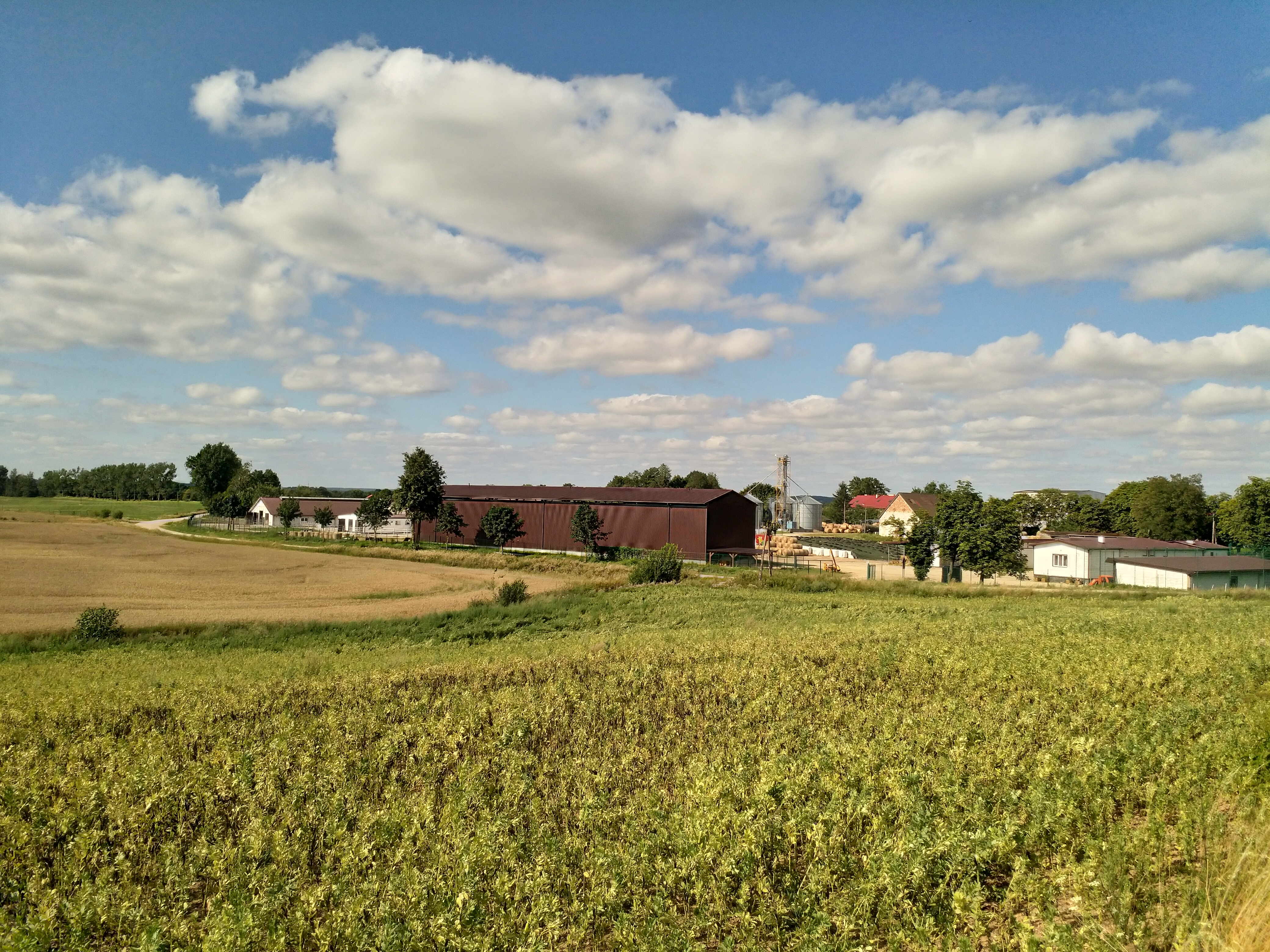
Kukówko (2024)

Kukówko (deutsch Kukowken, 1938 bis 1945 Heinrichstal (Ostpr.)) ist ein Dorf in der polnischen Woiwodschaft Ermland-Masuren, der zur Landgemeinde Świętajno (Schwentainen) im Powiat Olecki (Kreis Oletzko, 1933 bis 1945 Kreis Treuburg) gehört.

## Geographische Lage
Kukówko liegt am Südufer des Kukowker Sees (1938 bis 1945 Groß Heinrichstaler See, polnisch Jezioro Kukowino) im Nordosten der Woiwodschaft Ermland-Masuren, zwölf Kilometer südwestlich der Kreisstadt Olecko (Marggrabowa, umgangssprachlich auch: Oletzko, 1933 bis 1945 Treuburg).

## Geschichte
Das nach 1785 Kuckowken, bis 1938 Kukowken genannte kleine Dorf wurde 1472 gegründet.
Von 1874 und 1945 war der Ort in den Amtsbezirk Gonsken (polnisch Gąski) eingegliedert, der – 1938 in „Amtsbezirk Herzogskirchen“ umbenannt – zum Kreis Oletzko (1933 bis 1945 Kreis Treuburg) im Regierungsbezirk Gumbinnen der preußischen Provinz Ostpreußen gehörte. Im Jahre 1904 wurde der Nachbarort Leschnicken (1938 bis 1945 Kleinheinrichstal, polnisch Leśniki) nach Kukowken eingemeindet.
178 Einwohner zählte die Landgemeinde Kukowken im Jahr 1910. Ihre Zahl verringerte sich bis 1933 auf 170 und belief sich 1939 noch auf 166.
Aufgrund der Bestimmungen des Versailler Vertrags stimmte die Bevölkerung im Abstimmungsgebiet Allenstein, zu dem Kukowken gehörte, am 11. Juli 1920 über die weitere staatliche Zugehörigkeit zu Ostpreußen (und damit zu Deutschland) oder den Anschluss an Polen ab. In Kukowken stimmten 111 Einwohner für den Verbleib bei Ostpreußen, auf Polen entfiel keine Stimme.
Am 3. Juni (amtlich bestätigt am 16. Juli) des Jahres 1938 wurde Kukowken aus politisch-ideologischen Gründen der Vermeidung fremdländisch klingender Ortsnamen in „Heinrichstal“ umbenannt.
In Kriegsfolge kam das Dorf 1945 mit dem gesamten südlichen Ostpreußen zu Polen und erhielt die polnische Namensform „Kukówko“. Heute ist es Sitz eines Schulzenamtes (polnisch sołectwo) und als solches eine Ortschaft im Verbund der Landgemeinde Świętajno (Schwentainen) im Powiat Olecki (Kreis Oletzko, 1933 bis 1945 Kreis Treuburg), bis 1998 der Woiwodschaft Suwałki, seither der Woiwodschaft Ermland-Masuren zugeordnet.

## Religionen
Bis 1945 war Kukowken in die evangelische Kirche Gonsken (polnisch Gąski) in der Kirchenprovinz Ostpreußen der Kirche der Altpreußischen Union und in die katholische Pfarrkirche Marggrabowa (1928 bis 1945 Treuburg, polnisch Olecko) im Bistum Ermland eingepfarrt.
Heute gehört Kukówko zur evangelischen Kirchengemeinde Ełk (Lyck), einer Filialgemeinde der Pfarrei Pisz (Johannisburg) in der Diözese Masuren der Evangelisch-Augsburgischen Kirche in Polen, bzw. zur katholischen Pfarrkirche Gąski im Bistum Ełk der Römisch-katholischen Kirche in Polen.

## Verkehr
Kukówko liegt an einer Nebenstraße, die bei Gąski (Gonsken, 1938 bis 1945 Herzogskirchen) von der polnischen Landesstraße DK 65 (frühere deutsche Reichsstraße 132) abzweigt und bis nach Dudki (Duttken, 1938 bis 1945 Sargensee) führt. Innerorts endet außerdem ein Landweg aus südlicher Richtung von Leśniki (Leschnicken, 1938 bis 1945 Kleinheinrichstal) kommend. 